# Klinikum Schloß Winnenden – Zentrum für Psychiatrie Winnenden
Das Klinikum Schloß Winnenden – Zentrum für Psychiatrie Winnenden ist ein Fachkrankenhaus für die psychiatrisch-psychotherapeutische Behandlung und Betreuung von Erwachsenen. Es wurde 1834 unter dem Namen „Königliche Heilanstalt Winnenthal“ eröffnet und in den Räumlichkeiten des ehemaligen Schlosses angesiedelt.

## Geschichte
→ zur Vorgeschichte siehe Schloss Winnental
Das Klinikum behandelt seit seiner Eröffnung am 1. März 1834 psychisch Kranke und ist somit die älteste Heilanstalt Württembergs. Zunächst waren 100 Betten vorhanden, bis ins Jahr 1840 stieg die Anzahl der Mitarbeiter auf 37 an. Das Schloss Winnenthal wurde wegen seiner verkehrsgünstigen und klimatisch gesunden Lage ausgewählt und in eine Heilanstalt für psychisch Kranke umgebaut. Die Aufgabe der neuen Klinik war, im Gegensatz zu den meisten damaligen Einrichtungen, vorrangig die Heilung von Geisteskranken, nicht deren bloße Verwahrung. Die Anstalt wurde nach Plänen des Mediziners und Obermedizinalrats Karl Heinrich Gotthilf von Köstlin aufgebaut, der erste ärztliche Direktor war Albert Zeller. Mit seiner damals bemerkenswert fortschrittlichen Denkweise, dass auch psychisch Kranke einen Anspruch auf Fürsorge, Pflege und Mitleid haben sollten, fungierte er als früher Verfechter der auf medizinischer Grundlage basierenden Psychiatrie und prägte die Entwicklung dieser Fachrichtung in Deutschland nachhaltig. Vom 20. Februar 1840 bis 27. Dezember 1841 arbeitete Wilhelm Griesinger bei Ernst Albert Zeller und war beeindruckt von dessen naturwissenschaftlich-medizinisch fundierter Psychiatrie. In Winnenthal bei Zeller erwarb Griesinger die Grundlagen für sein weitbekanntes und einflussreiches Lehrbuch der Psychiatrie. Zeller legte großen Wert auf die somatische Behandlung, weshalb körperliche Begleiterscheinungen und Gebrechen sorgfältig verarztet wurden. Dies geht zurück auf seinen ganzheitlichen Ansatz, dass Körper und Seele zusammengehören. Außerdem setzte er bereits auf Arbeits-, Sport- und Beschäftigungstherapie. Zeller leitete die Anstalt bis zu seinem Tod 1877.
Danach übernahm Zellers ältester Sohn Ernst die Leitung und führte das 1875 in „Königliche Heil- und Pflegeanstalt Winnenthal“ umbenannte Klinikum von 1878 bis 1900. Die Umbenennung der Einrichtung stand in starkem Kontrast zu Albert Zellers Vorstellung der Trennung von Behandlungs- und Pflegefällen. Nachdem das Haus sowohl heilbar als auch unheilbar Kranke aufnahm, war bereits nach kurzer Zeit die Bettenkapazität ausgeschöpft. Bis 1930 wurde diese auf 600 Betten angehoben. Die Zahl der Mitarbeiter betrug zu diesem Zeitpunkt 159, davon 6 Ärzte und 86 Pflegekräfte. Deren schlechte Arbeitsbedingungen wurden durch sozialgesetzliche Reformen im Jahr 1895 verbessert, um die starke Personalfluktuation und den Mangel an weiblichem Pflegepersonal einzudämmen.
1902 wurde im Klinikum eine landwirtschaftliche Kolonie mit Viehhaltung eröffnet, die lange Jahre eine nahezu vollständige Selbstversorgung ermöglichte.
Der Erste Weltkrieg hatte auch für die Anstalt schwerwiegende Folgen. Viele männliche Mitarbeiter wurden zum Wehrdienst eingezogen, was in der bereits überbelegten Einrichtung zu schweren Personalengpässen führte. Der Mangel an Nahrungsmitteln forderte zahlreiche Tote unter den Patienten. In dieser Zeit wurde Ernst August Wagner, einer der bekanntesten Psychiatriepatienten in Europa, in das Klinikum Winnenden eingewiesen. Der Fall des Massenmörders hatte großes öffentliches Interesse geweckt.

### Zeit des Nationalsozialismus
Auch der Einfluss der Nationalsozialisten traf die Einrichtung schwer. 1940 wurde sie eine sogenannte Zwischenanstalt für Patienten aus anderen württembergischen Anstalten auf deren Weg in die zentrale NS-Tötungsanstalt Grafeneck. Im Rahmen der NS-Krankenmorde wurden fast 400 Menschen durch die „Grauen Busse“ der Gekrat nach Grafeneck verlegt und dort ermordet.
Die im Klinikum verbliebenen Patienten litten unter Mangel an Medikamenten, Lebensmitteln und Heizmaterial. Durch die Unterbringung des Wehrmachtslazaretts und später der Gesundheitsabteilung des Innenministeriums aus Stuttgart sowie die Aufnahme weiterer pflegebedürftiger Personen wurde dieser Mangel verstärkt und ein erhebliches Platzproblem kam zudem hinzu. 416 Patienten verstarben im Jahr 1945, viele von ihnen während der kalten Wintermonate.
Seit dem Jahr 2009 erinnert ein Mahnmal auf dem Gelände des Klinikums an die zahlreichen Opfer dieser Zeit.

### Nachkriegszeit
Ab dem Jahr 1961 wurden die bisherigen Krankenpflegekurse an den Psychiatrischen Landeskrankenhäusern in Baden-Württemberg durch einen Erlass des Innenministeriums durch Krankenpflegeschulen ersetzt. Dies trug zu einer fachlich qualifizierten Versorgung der Patienten im seit 1953 in „Psychiatrisches Landeskrankenhaus Winnental“ umbenannten Haus bei.
Seit der Einstellung eines Musiktherapeuten im Jahr 1965 und der damit verbundenen Einführung der Musiktherapie ist diese ein wichtiger Bestandteil der Behandlungsangebote im Klinikum Schloß Winnenden. Im selben Jahr wurde die für die Arbeitstherapie genutzte Halle neu gebaut.
Im darauf folgenden Jahr startete in Winnenden der Modellversuch einer Tagesklinik in Baden-Württemberg.
1971 nahm eine neurologische Fachabteilung den Betrieb auf, 1973 wurde die ehemalige Heilanstalt umbenannt in „Psychiatrisches Landeskrankenhaus Winnenden“ (PLK).
Ende des Jahres 1974 wurde das Personalkasino am neuen Wirtschaftsgebäude eröffnet und erstmals die Hauszeitschrift Der Brunnen veröffentlicht. Diese Mitarbeiterzeitschrift erscheint in modernisiertem Format noch heute monatlich. Im Januar 1983 folgte außerdem die Inbetriebnahme einer Krankenhausapotheke auf dem Gelände.
Ab 1979 kam mit dem Beginn der Entwöhnungsbehandlung und der Eröffnung einer neuen Abteilung für Suchttherapie ein weiteres Therapieangebot hinzu. Im Jahr 2002 erhielt das ZfP Winnenden die Erlaubnis zur Betreibung einer Institutsambulanz (PIA) mit den Schwerpunkten Allgemeine und Alterspsychiatrie sowie Suchttherapie.

### Bekannte Patienten in Winnenden
Der österreichische Dichter Nikolaus Lenau wurde im Oktober 1844 wegen Tobsucht in die „Königliche Heilanstalt Winnenthal“ eingewiesen. Während seines Aufenthaltes in der Heilanstalt verfasste er sein Werk „Notizbuch aus Winnenthal“, ein typisches Sudelbuch, das sowohl seine seelische Verstörung als auch seine plötzlichen Einfälle und Gedanken widerspiegelt. Lenau war ein Patient der Ersten Versorgungsklasse, wodurch er Privilegien wie beispielsweise ein Einzelzimmer genoss. Einer der bekanntesten Psychiatriepatienten Europas war Ernst August Wagner. Er wurde am 4. Februar 1914 auf Grundlage der psychiatrischen Gutachten von Robert Gaupp und Robert Wollenberg auf Veranlassung des Landgerichts Heilbronn wegen Verfolgungswahn nach § 51 StGB a.F. für strafrechtlich schuldunfähig erklärt und aufgrund seiner anhaltenden Gemeingefährlichkeit nach dem Polizeirecht in die Nervenheilanstalt Winnenthal eingewiesen, nachdem er seine Frau und vier Kinder erstochen sowie neun weitere Menschen erschossen hatte. Er war der erste Mörder im ehemaligen Königreich Württemberg, auf den § 51 StGB a.F. angewendet wurde.

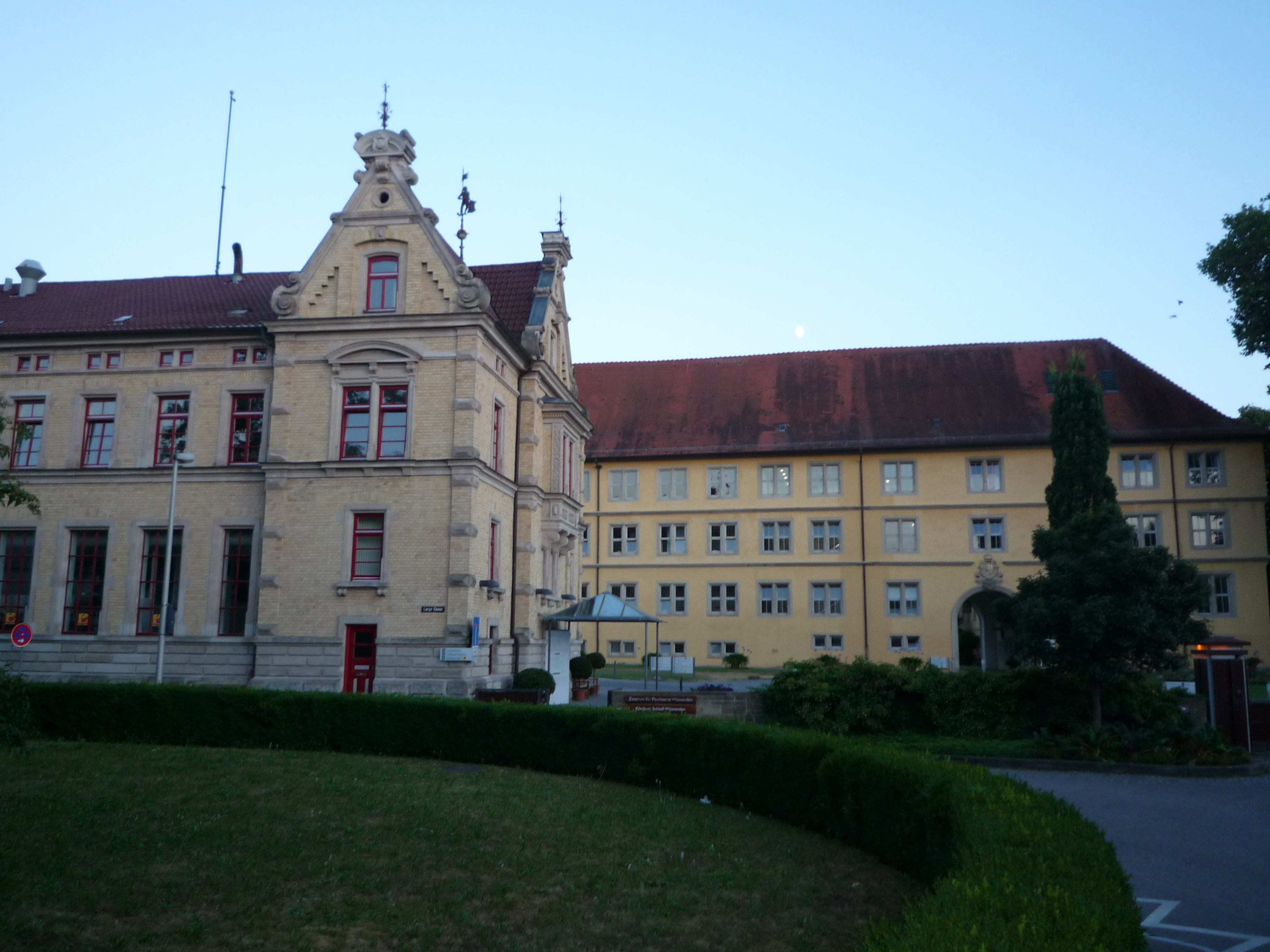
Klinikum Schloß Winnenden

## Einrichtung

### Organisation
Im Klinikum Schloß Winnenden ergänzen sich fünf eigenständige, spezialisierte Kliniken:
- Klinik für Allgemeinpsychiatrie und Psychotherapie Standort Winnenden
- Klinik für Allgemeinpsychiatrie und Psychotherapie Standorte Ellwangen und Schwäbisch Gmünd
- Klinik für Alterspsychiatrie und Psychotherapie
- Klinik für Suchttherapie und Entwöhnung
- Klinik für Psychosomatische Medizin und Psychotherapie[10]

Zusätzlich gibt es für Kinder und Jugendliche mit psychischen Erkrankungen ein tagesklinisches und ambulantes Versorgungsangebot. Betrieben wird dieses vom Klinikum am Weissenhof, das ebenfalls zur ZfP-Gruppe gehört.
Das Klinikum ist verantwortlich für die regionale Versorgung des Rems-Murr-Kreises, des Landkreises Ludwigsburg Süd und des Ostalbkreises, was einem Versorgungsgebiet von etwa 1.000.000 Einwohnern entspricht.
Seit dem Rechtsformwechsel im Jahr 1996 ist das Krankenhaus eine Anstalt des öffentlichen Rechts und ist seit 2009 ein Unternehmen der ZfP-Gruppe Baden-Württemberg. Insgesamt gibt es sieben Zentren für Psychiatrie (ZfP) in Baden-Württemberg. 2009 feierte das Zentrum für Psychiatrie Winnenden sein 175-jähriges Bestehen. Gleichzeitig wurde der Namenszusatz „Krankenhaus für Psychiatrie und Neurologie“ durch die Bezeichnung „Klinikum Schloß Winnenden“ ersetzt. Das Ministerium für Soziales, Gesundheit und Integration Baden-Württemberg ist die verantwortliche Aufsichtsbehörde. Der Aufsichtsrat besteht aus sechs Personen, die Verantwortung der Geschäfte liegt bei Geschäftsführerin Anett Rose-Losert, die ebenfalls für die ZfP-Einrichtungen Psychiatrisches Zentrum Nordbaden in Wiesloch und Klinikum am Weissenhof in Weinsberg verantwortlich ist. Die Geschäftsleitung setzt sich aus sechs Mitgliedern zusammen, zu denen auch die Ärztliche Direktorin Dr. med. Marianne Klein und Pflegedirektor Klaus Kaiser gehört.
Auf dem öffentlich zugänglichen Gelände befindet sich eine weitläufige Parkanlage. Die Klinik- und Verwaltungsgebäude sind in dieses Areal eingebettet. Des Weiteren befinden sich produzierende Betriebe wie Küche, Wäscherei, Technikwerkstätten, eigene Apotheke, Personalcasino sowie das Schloßcafé auf dem Gelände. Das ZfP Winnenden veranstaltet regelmäßige Informationsveranstaltungen und Führungen sowie alle zwei Jahre einen Tag der offenen Tür. Außerdem werden Bilder-Ausstellungen von Künstlern aus der Region, Schlosskonzerte und -matineen sowie die jährlich stattfindende Veranstaltung „Winnenden liest“ vom Klinikum organisiert. Seit Ende 2012 ist das Klinikum als „Singendes Krankenhaus“ zertifiziert.
Das Klinikum Schloß Winnenden verfügt über Außenstellen in Schwäbisch Gmünd und Ellwangen. Die Außenstelle in Schwäbisch Gmünd besteht seit dem 1. Juli 2010 im Haus der Gesundheit. Dort gibt es ein psychiatrisch-psychotherapeutisches Angebot mit zwei offenen Stationen, einer Psychiatrischen Institutsambulanz, einer Tagesklinik für Allgemeinpsychiatrie und Suchttherapie sowie einem medizinischen Versorgungszentrum mit den Fachrichtungen Psychiatrie, Innere Medizin und Neurologie.
Im Dezember 2012 wurde in der St. Anna-Virngrund-Klinik Ellwangen eine Abteilung für Erwachsenenpsychiatrie eingerichtet, die vom Klinikum Schloß Winnenden betrieben wird.

### Allgemeine Informationen
- Anzahl Betten: 589 (Geschäftsjahr 2024)
- Anzahl Beschäftigte: 1.100 (Geschäftsjahr 2024)
- Geschäftsführerin: Anett Rose-Losert

### Therapie- und Versorgungsformen
Fachärztliche psychiatrische Versorgung und Psychotherapie, psychiatrische Pflege, Psychosomatik, Stationäre Betreuung, Tageskliniken, Psychiatrische Institutsambulanzen (PIA), Medizinisches Versorgungszentrum, Kunsttherapie, Musiktherapie, Ergotherapie, Physiotherapie, Sport- und Bewegungstherapie, Sozialdienst, Seelsorge, Laienhelfer, Suchttherapie und Entwöhnung, Alterspsychiatrie und -psychotherapie.

## Kritik
2021 wurden Missbrauchsvorwürfen einer Patientin öffentlich und die Staatsanwaltschaft ermittelte gegen eine Pflegerin des Zentrums für Psychiatrie Winnenden.
Der Unternehmensverbund Zentrum für Psychiatrie (ZfP) Baden-Württemberg, welchem das Klinikum angehört, steht nach dem Jahresbericht der Nationalen Stelle zur Verhütung von Folter 2023, schwere Verfehlungen gegen die Menschenwürde, welche unter anderem als „untragbar“ und „unannehmbar“ bezeichnet wurden, in der Kritik.